# کازارگو
کازارگو (به ایتالیایی: Casargo) یک کومونه در ایتالیا است که در استان لکو واقع شده‌است. کازارگو ۲۰٫۳ کیلومتر مربع مساحت و ۸۳۳ نفر جمعیت دارد و ۸۵۰ متر بالاتر از سطح دریا واقع شده‌است.